# Крампус (филм)
Крампус (енгл. Krampus) амерички је божићни хорор филм из 2015. године у режији Мајкла Дохертија. Главне улоге тумаче Адам Скот и Тони Колет. Прати истоименог измишљеног лика који напада нефункционалну породицу за време Божића.
Премијерно је приказан 30. новембра 2015. године у Лос Анђелесу, док је 4. децембра пуштен у биоскопе у Сједињеним Америчким Државама. Добио је помешане рецензије критичара и зарадио преко 60 милиона долара у односу на буџет од 15 милиона долара.

## Радња
Породична свађа доводи до тога да дечак изгуби празнични дух. На тај начин ослобађа се гнев Крампуса — страшне демонске звери с роговима која кажњава несташну децу у време Божића. Док Крампус врши опсаду комшилука, породица се мора удружити како би спасили једни друге од монструозне судбине.

## Улоге
| Глумац              | Улога        |
| ------------------- | ------------ |
| Емџеј Ентони        | Макс Енгел   |
| Адам Скот           | Том Енгел    |
| Тони Колет          | Сара Енгел   |
| Дејвид Кекнер       | Хауард       |
| Алисон Толман       | Линда        |
| Кончата Ферел       | Дороти       |
| Стефанија Лави Овен | Бет Енгел    |
| Лоло Овен           | Стиви        |
| Квини Самјуел       | Џордан       |
| Маверик Флек        | Хауард Млађи |